# Liste de ponts du Lot
Liste de ponts du Lot, non exhaustive, représentant les édifices présents et/ou historiques dans le département du Lot, en France.

## Grands ponts

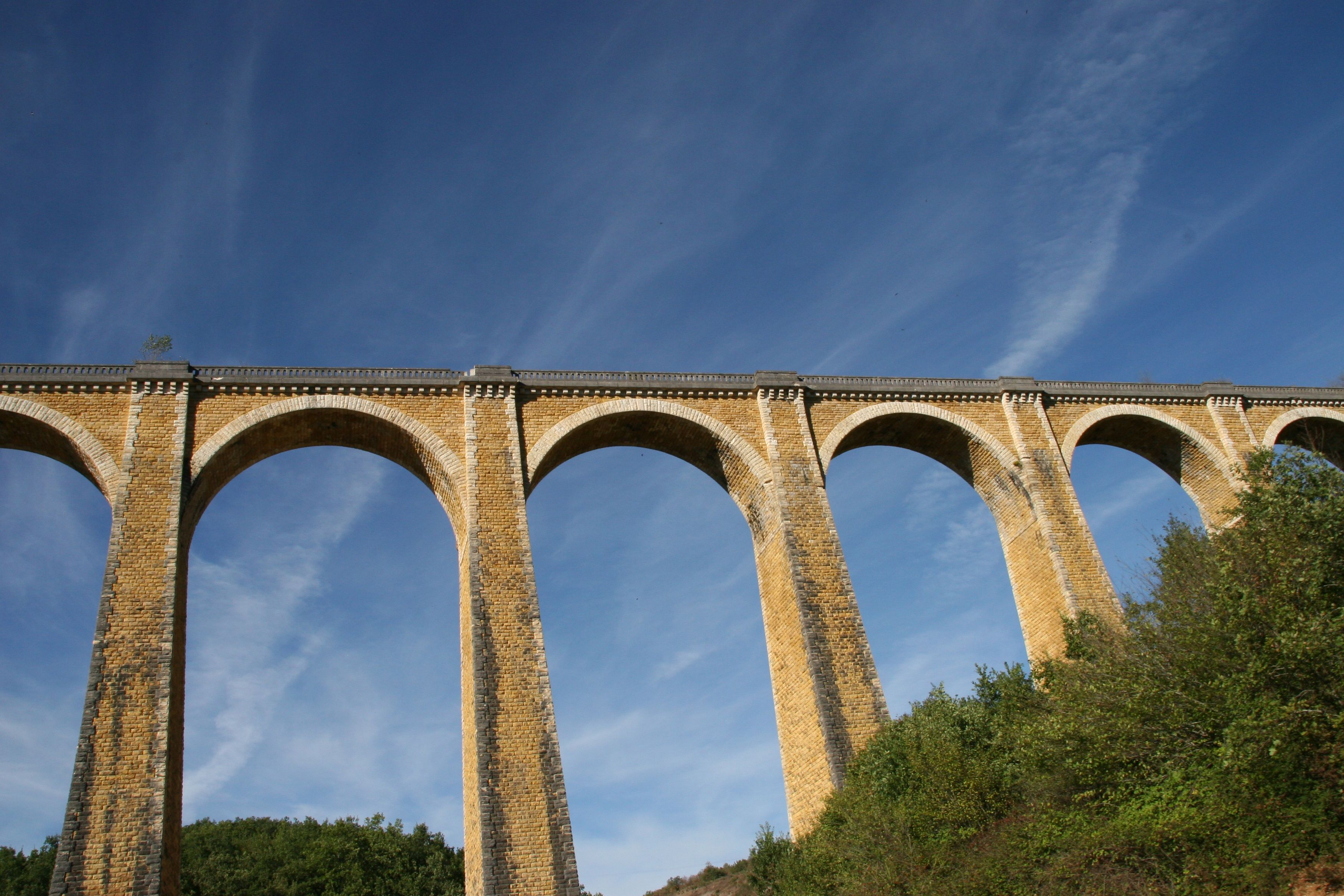
Viaduc ferroviaire du Bramefond aujourd'hui désaffecté.

Les ouvrages de longueur totale supérieure à 100 m du département du Lot sont classés ci-après par gestionnaires de voies.

### Autoroute
- Viaduc de la Dordogne (1070 m) de l'autoroute A20 à Pinsac
- Viaduc de la Rauze (556 m) de l'autoroute A20 à Nadillac
- Viaduc autoroutier sur le Lot (534 m) de l'autoroute A20 à Arcambal
- Viaduc de Blazy (363 m) de l'autoroute A20 à Souillac

### Routes départementales
- Pont Louis-Vicat (189m) de la RD820 à Souillac et Lanzac.

### Voies ferrées
- Viaduc du Bramefond (322 m) sur la ligne de Souillac à Viescamp-sous-Jallès à Lachapelle-Auzac et Souillac, désaffecté en 1989.
- Viaduc de la Borrèze (571 m) sur la ligne des Aubrais - Orléans à Montauban-Ville-Bourbon à Souillac.
- Viaduc de Calamane (308 m) sur la ligne des Aubrais - Orléans à Montauban-Ville-Bourbon à Calamane.

## Ponts présentant un intérêt architectural ou historique

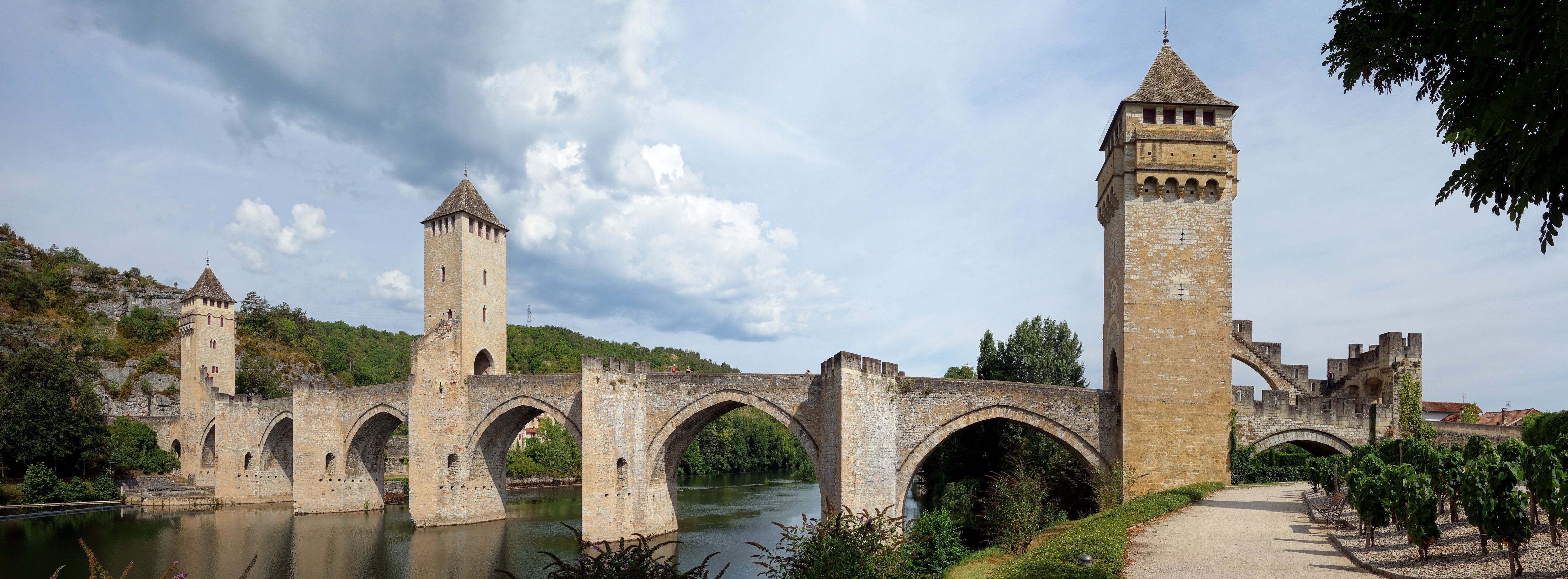
Le pont Valentré à Cahors.

Les ponts du Lot inscrits à l’inventaire national des monuments historiques sont recensés ci-après.
- Pont sur le Célé - Bagnac-sur-Célé - XIIIe siècle ; XIVe siècle
- Pont Valentré - Cahors - XIVe siècle, pont emblématique de Cahors et du département du Lot.
- Pont de Maday - Loubressac - XIVe siècle ; XVIIIe siècle
- Viaduc de la Borrèze - Souillac - XIXe siècle
- Pont suspendu de Castelfranc (1850-1852) sur le Lot, dû aux ingénieurs Alphonse Oudry et Nicolas Cadiat, mais un projet de nouveau pont est présenté en 2024[1].

## Dans l'art et la culture

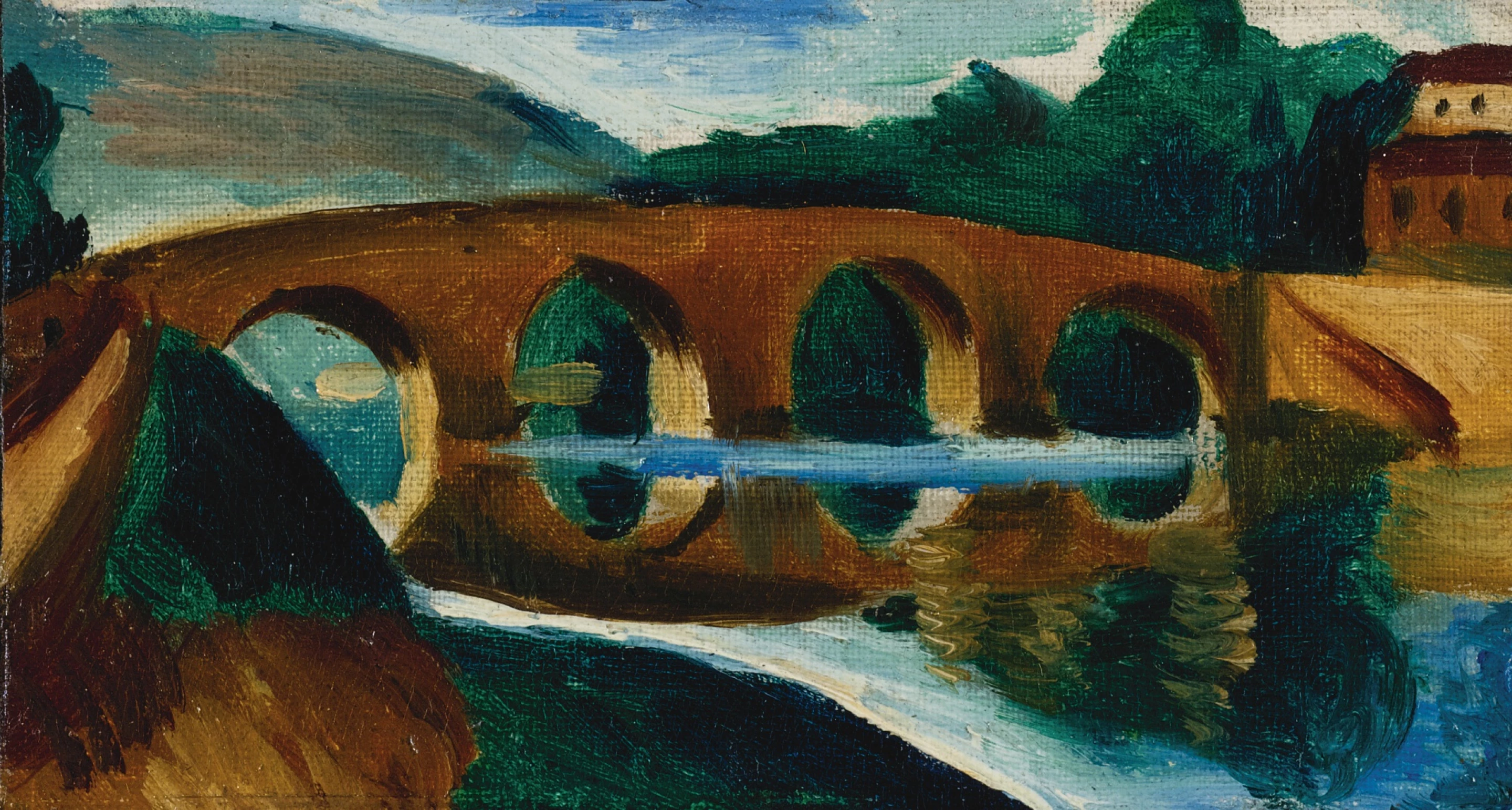
Pont sur le Lot, tableau d'André Derain.

## Sources
Base de données Mérimée du Ministère de la Culture et de la Communication.